# Accord d'Édimbourg (1992)
Pour les articles homonymes, voir Accord d'Édimbourg.
L’accord d'Édimbourg est un accord du Conseil européen, signé en décembre 1992, accordant au Danemark quatre options de retrait en vue de la ratification du traité de Maastricht à la suite du refus exprimé par la population danoise lors du référendum le concernant.